# Barbara Uthmann

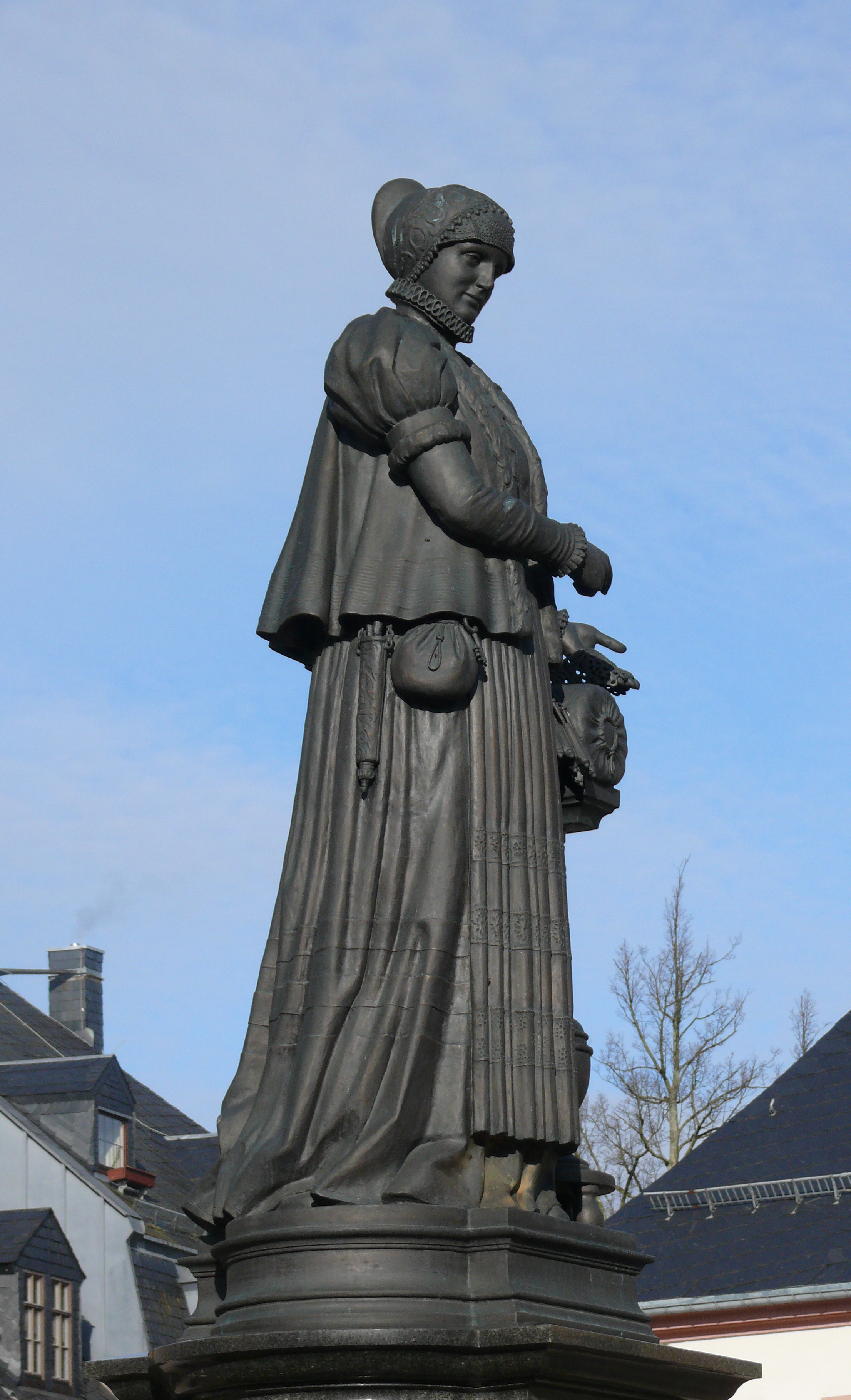
Barbara-Uthmann-Brunnen in Annaberg-Buchholz

Barbara Uthmann (auch Uttmann), geb. von Elterlein (* um 1514 in Annaberg; † 14. Januar 1575 ebenda), war eine deutsche Unternehmerin im Erzgebirge.

## Leben

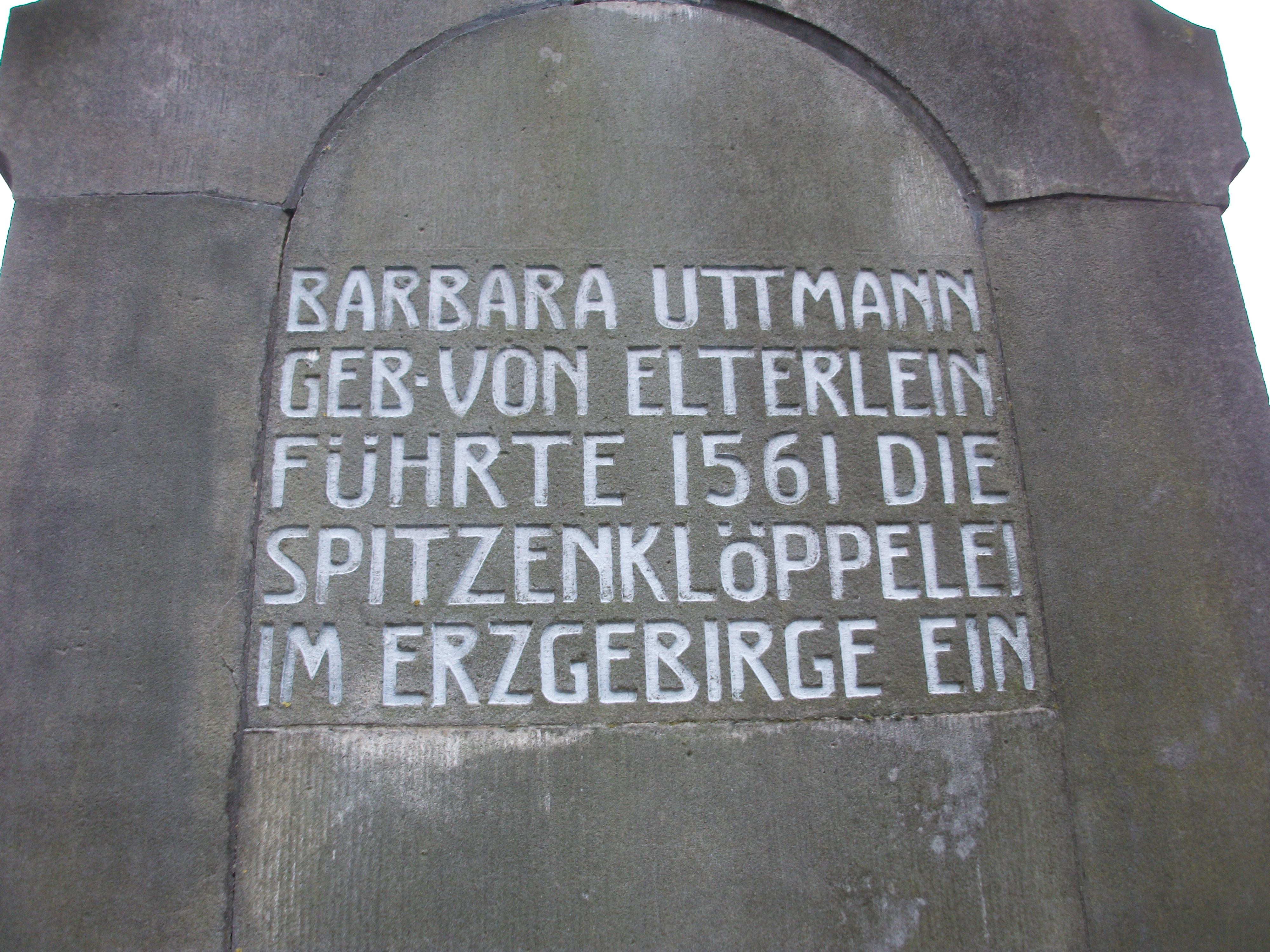
Barbara-Uttmann-Brunnen (Elterlein), Rückseite

Barbara war eine Tochter von Heinrich von Elterlein und dessen Ehefrau Ottilia geb. Arnold. Ob sie in Annaberg oder Elterlein geboren wurde, ist in der erzgebirgischen Heimatforschung umstritten.
1550 gelangte die Saigerhütte Grünthal an die Familie von Christoph Uthmann, mit dem sie seit 1529 verheiratet war. Nach dessen Tod wurde das Werk ab 1553 von seinen Söhnen und seiner Frau Barbara bis 1567 weitergeführt, bis sie es an den sächsischen Kurfürsten August verkauften.
Obgleich sie die Geschäfte der Saigerhütte erfolgreich weiterführte, scheiterte sie aber infolge von Intrigen der Konkurrenz. So war sie gezwungen, sich ein anderes Betätigungsfeld zu suchen. Dass sie tatsächlich Klöppelspitze nach Art des Verlagssystems herstellen ließ, lässt sich historisch nicht belegen, wohl aber ihre Tätigkeit als Verlegerin von Borten. Zeitweilig beschäftigte sie 900 Bortenwirkerinnen. Nach ihrem Tod hinterließ sie ein beachtliches Lebenswerk und zählt noch heute zu den außergewöhnlichen Persönlichkeiten des Erzgebirges.
Nach Meinung von Reinhart Unger gilt sie wahrscheinlich zu Unrecht als eine der größten Förderinnen des Klöppelns. Die Legende, dass Barbara Uthmann das Spitzenklöppeln im Erzgebirge befördert hat, wird oftmals dem Chronisten Paulus Jenisius (1551–1612) zugeschrieben, der ihr jedoch nur den „Bortenhandel“ bescheinigte. Der Erzgebirgschronist Christian Lehmann (1611–1688) beschrieb sie hingegen um 1660 – in Rückgriff auf Jenisius – als „die erste Spitzenkrämerin in OberErtzgebirge“, die 1561 den Spitzenhandel anfing, Muster ausgab, den Armen verlegte, Borten und Spitzen an Fremde weiterverkaufte und so zu Reichtum kam.
Barbara und Christoph Uthmann waren Stammeltern des schlesischen Adelsgeschlechts von Uthmann und Schmolz.

## Denkmäler für Barbara Uthmann

### Annaberg

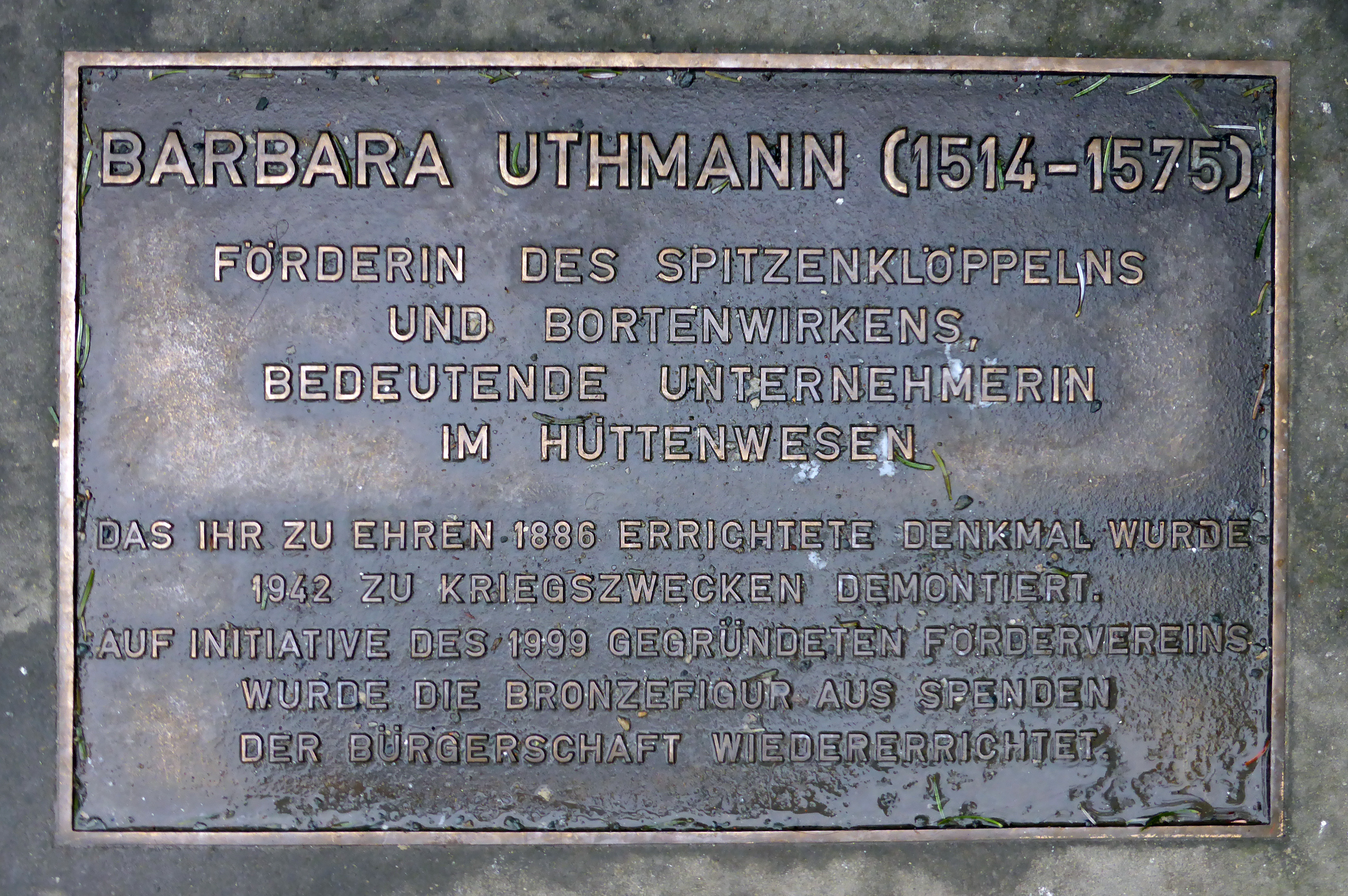
Gedenkplatte am Barbara-Uthmann-Brunnen

Im Jahr 1886 schuf der Dresdner Bildhauer Robert Henze für Annaberg ein Bronze-Standbild der Barbara Uthmann. Die Stadt Annaberg bezeugte damit ihren Dank an Uthmann, die als wichtige Vertreterin des zweiten Aufschwungs (nach dem Silberbergbau) der erzgebirgischen Wirtschaft gilt. Ende des 19. Jahrhunderts war Annaberg ein prosperiendes Zentrum der auch auf Barbara Uthmann zurückgehenden Posamentenherstellung.
Die Konzeption eines Denkmals als Zentrum einer Brunnenanlage hatte Henze schon in früheren Arbeiten verwirklicht, ebenso lehnt sich das Denkmal selbst an ein Standbild der Kurfürstin Anna in Dresden (1869) an, da es von Barbara Uthmann keine überlieferten Darstellungen gibt.
In der zweiten Hälfte der 1930er Jahre verunglückte ein am Brunnenrand spielendes Kind tödlich. Deshalb gestaltete man das Brunnenbecken zum Blumenkübel um. Am 30. Juli 1942 wurde die Bronzefigur zum Zwecke der Rüstungsproduktion im Zweiten Weltkrieg demontiert und eingeschmolzen.
Am 12. November 1998 wurde nach zwei Umfragen beschlossen, das Barbara-Uthmann-Denkmal neu zu errichten. Nach 10-jähriger Spendensammlung konnte eine Kopie des Denkmals am 2. Oktober 2002 auf dem Markt von Annaberg-Buchholz enthüllt werden. Aus diesem Anlass feierte die Familie Uthmann ein Familientreffen in Annaberg-Buchholz. Über 60 Nachfahren wurden Zeuge der offiziellen Einweihung des Brunnens und trugen sich in das Goldene Buch der Stadt ein.

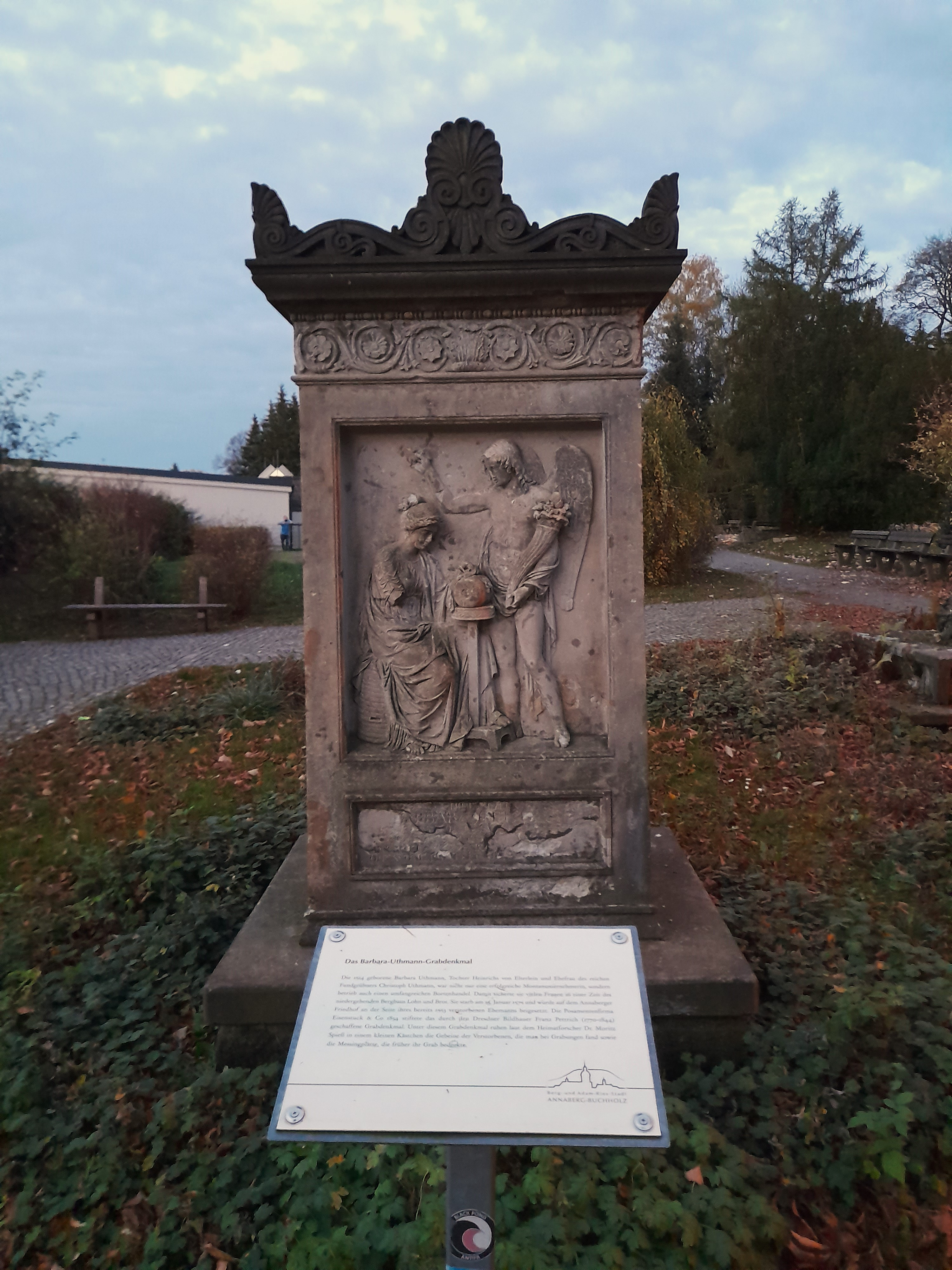
Grabdenkmal der Barbara Uthmann auf dem Alten Annaberger Friedhof

Seit dem 17. Oktober 1834 steht auf dem Trinitatis-Friedhof ein vom Bildhauer Franz Pettrich gestaltetes und vom Annaberger Postmeister Carl Friedrich Reiche-Eisenstuck gestiftetes Grabmal für Uthmann. Es trug ursprünglich folgende Inschrift:
Hier ruhet

Barbara Uttmann,

gestorben den 15. [Januar] 1575. Sie ward durch

das im Jahre 1561 von ihr erfundene Spitzen-

klöppeln die Wohlthäterin des Erzgebirges.

Ein thätiger Geist, eine sinnige Hand,

Sie ziehen den Segen in's Vaterland.
Eine 1932 von Paul Schneider geschaffene Holzbüste von Barbara Uthmann befindet sich im Erzgebirgsmuseum in Annaberg-Buchholz.
Die einstigen Wohnhäuser Barbara Uthmanns (Markt 8 und Große Kirchgasse 10 in Annaberg) sind mit Informationstafeln zum Leben und Wirken Barbara Uthmanns versehen.

### Elterlein

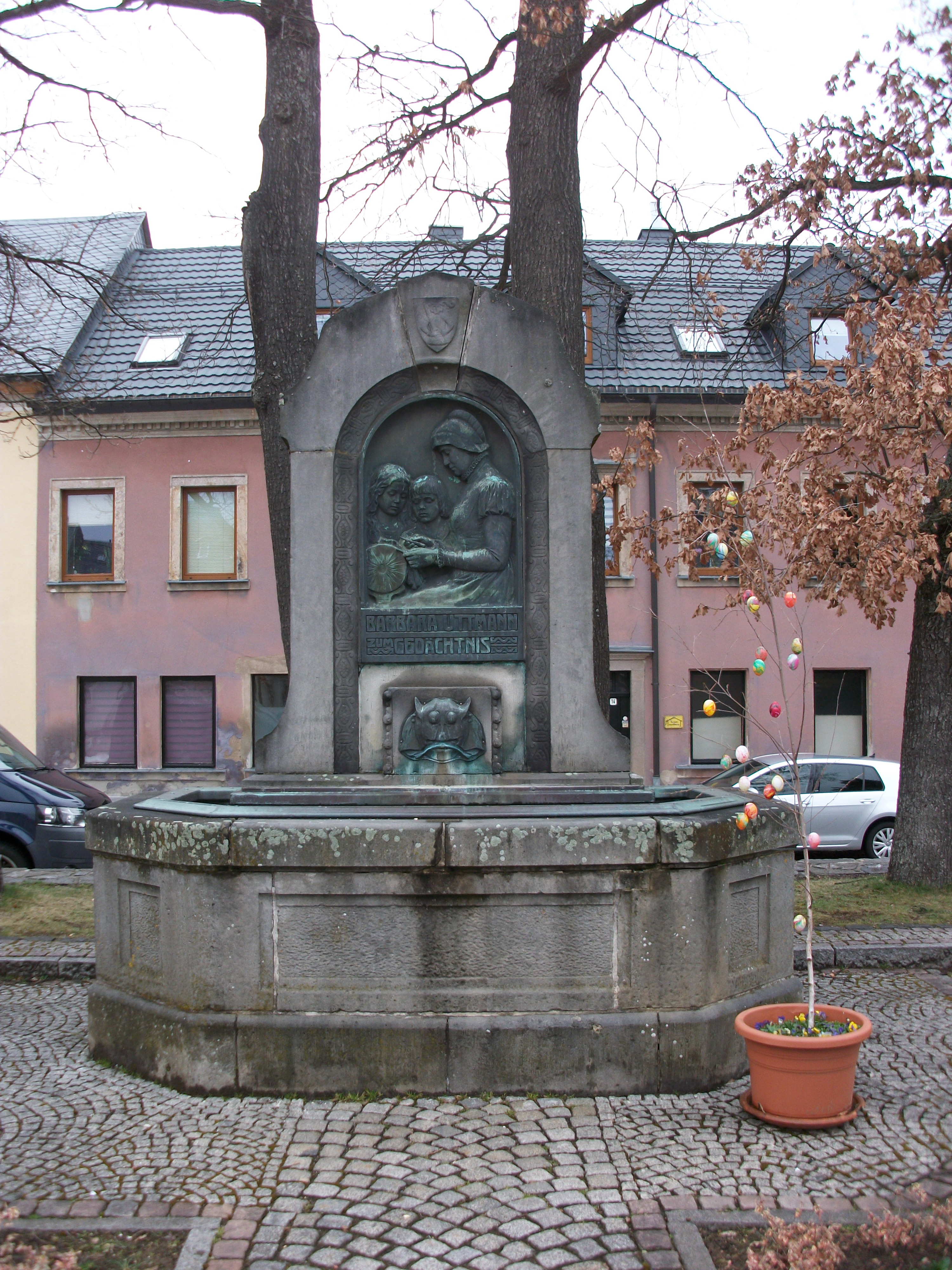
Barbara-Uttmann-Brunnen (Elterlein)

Ein weiteres Barbara-Uthmann-Denkmal steht auf dem Markt von Elterlein.

### Zwickau
An der St.-Marien-Kirche befindet sich an der linken Außenseite eine Skulptur.

## Ehrungen
1869 wurde eine Gemischtzug-Lokomotive für die Königlich Sächsischen Staatseisenbahnen „Barbara Uttmann“ benannt. Sie ist als die fünfundneunzigste Lokomotive von der damals noch jungen Berliner Lokomotivfabrik  L.Schwartzkopff gefertigt worden und wurde in Sachsen mit der Betriebsnummer 191 (ab 1892: 722) in die Gattung VII eingegliedert. Sie versah bis 1893 ihren Dienst auf Nebenbahn-Strecken. Nach M. Weisbrod (s. Lit.) war es der einzige weibliche Name, der jemals für eine sächsische Lokomotive vergeben wurde.
Im Jahre 2003 wurde der am 1. Februar 1998 in der Volkssternwarte Drebach (Erzgebirge) entdeckte Asteroid 1998 CA nach Barbara Uthmann benannt. Er trägt jetzt die offizielle Bezeichnung (31231) Uthmann und bewegt sich zwischen den Planeten Mars und Jupiter um die Sonne.
Martina Meißner (WDR) widmete Uthmann am 14. Januar 2015 ein ZeitZeichen.